# Manodrome
Manodrome ist ein Spielfilm von John Trengove aus dem Jahr 2023. Die Hauptrollen übernahmen Jesse Eisenberg, Adrien Brody und Odessa Young. Der Film feierte im Rahmen der Internationalen Filmfestspiele Berlin seine Premiere.

## Handlung
Der nihilistische Thriller stellt den aufstrebenden Bodybuilder Ralphie in den Mittelpunkt, der als Uber-Fahrer arbeitet. Er wird in einen libertären Männlichkeitskult hineingezogen. Ralphie verliert in der Folge den Bezug zur Realität, als seine unterdrückten Wünsche geweckt werden.

## Veröffentlichung
Die Uraufführung des Films fand am 18. Februar 2023 im Rahmen der Internationalen Filmfestspiele Berlin statt.

## Auszeichnungen
Manodrome erhielt eine Einladung in den Wettbewerb um den Goldenen Bären, den Hauptpreis der Berlinale. Der Film gelangte auch in die Auswahl für den LGBTIQ-Preis Teddy Award.